# Јунион Парк (Флорида)
Јунион Парк (енгл. Union Park) насељено је место без административног статуса у америчкој савезној држави Флорида.

## Демографија
По попису из 2010. године број становника је 9.765, што је 426 (-4,2%) становника мање него 2000. године.
| Група             | 2000.         | 2010.         |
| Белци             | 6.508 (63,9%) | 4.473 (45,8%) |
| Афроамериканци    | 503 (4,9%)    | 834 (8,5%)    |
| Азијати           | 352 (3,5%)    | 394 (4,0%)    |
| Хиспаноамериканци | 2.657 (26,1%) | 4.001 (41,0%) |
| Укупно            | 10.191        | 9.765         |